# 学生情報センター
株式会社学生情報センター（がくせいじょうほうセンター、略称：ナジック、Nasic）は、京都市下京区に本社を置く、学生用住宅の大手事業者。2016年より東急不動産ホールディングス100%子会社となっている。

## 概要
京都の建設会社が学生向け賃貸マンションを始めたのが嚆矢となっている。なお、同業のジェイ・エス・ビーは、ナジックから独立した。
2016年（平成28年）に旧「株式会社学生情報センター」子会社の「株式会社学生情報センターグループ」に事業が移管され、同社の株式を東急不動産ホールディングスが100%取得、同社は株式会社学生情報センターに商号変更した。
みどり会の会員企業であり三和グループに属している。

## 沿革
- 1975年（昭和50年）11月 - 京都・名古屋にて学生を対象とした賃貸住宅斡旋を開始
- 1988年（昭和63年）4月 - 株式会社学生情報センターを設立
- 2016年（平成28年）11月 - 東急不動産ホールディングスの100%子会社となる[6][7][8]

## 拠点
- 京都本社
- 東京本部
- 支社 - 仙台、東京第一、東京第二、名古屋、京都、大阪、福岡